# Xã Port Hope, Quận Beltrami, Minnesota
Xã Port Hope (tiếng Anh: Port Hope Township) là một xã thuộc quận Beltrami, tiểu bang Minnesota, Hoa Kỳ. Năm 2010, dân số của xã này là 673 người.